# 粉壁镇
粉壁镇，原为粉壁乡，是中华人民共和国四川省巴中市平昌县下辖的一个乡镇级行政单位。2018年撤乡设镇。。区划代码改为511923130。

## 行政区划
粉壁镇下辖以下地区：
火花村、红花村、大坪村、农丰村、红光村、飞跃村、金寨村、中心村和粉壁场村。